# 백호정
백호정(白虎亭)은 인왕산에 소재하던 다섯 활 터 가운데 하나이다. 문헌상 숙종조의 명필인 엄한붕이 쓴 것으로 전해지는 각자가 남아있다. 필획이 옹골차고 결구가 치밀하여 매우 뛰어나며, 조선 중기 이후의 대자(大字) 글씨에서 느낄 수 있는 기식을 가진 수작이다. 2014년 6월 26일 서울특별시의 문화재자료 제59호로 지정되었다.

## 조사보고서
인왕산 남동쪽 기슭에 위치한 누상동에 있는 백호정 터에는 “백호정(白虎亭)”이라 새겨진 바위글씨가 남아 있다. 현재 배화여자대학교 복지관과 북편의 주택가의 경계에 해당하며 글씨가 새겨진 바위는 옹벽의 중간에 위치하고 있다. 백호정은 활쏘기 연습을 위해 우대(上村) 일대에 지었던 민간 사정(射亭)인 우대 오사정(五射亭) 중의 하나로 이 사정들은 현재 모두 남아 있지 않다.
바위글씨를 쓴 사람은 숙종 때 명필가인 만향재(晩香齋) 엄한붕(嚴漢朋)의 글씨로 전해진다. 엄한붕은 석봉(石峯) 한호(韓濩) 이후 제일인자로 일컬어지는 명필로서 초서와 예서에 뛰어났고, 쌍구전묵(雙鉤塡墨)에 능하였다고 한다. 필획이 옹골차고 결구가 치밀한 매우 뛰어난 글씨로 조선 중기 이후의 대자글씨에서 느낄 수 있는 기식을 가진 수작이며, 인왕산 다섯 활터 가운데 하나라는 역사적 유래가 있는 곳으로 문화재자료로 지정하여 보존할 가치가 있다.
한편, 바위 아래에는 샘이 있어 지금도 약수터로 조성되어 있는데, 이 약수터에는 인왕산에 호랑이가 많던 시절에 병든 흰 호랑이가 수풀 속에서 물을 마신 후 곧 병이 나아서 활동하는 것을 보고 주민들이 그 자리에 가보니 조그마한 샘이 있어 이곳을 약수터로 이용하였다는 전설이 있다.

## 현지 안내문
이곳 백호정은 인왕산 기슭에 있었던 무인의 궁술연습장으로 유명했던 조선전기의 오사정의 한 곳으로 북촌 제일의 활터였으며 바위에 백호정이란 각자는 숙종때 명필가 엄판명(1685-1759)의 글씨로 추정된다. 지금은 부근에 주택이 들어서서 활터의 흔적을 찾아볼 수 없으나 선대의 시인묵객들이 찾았던 명승지이다.
"인왕산에 호랑이가 많던 시절에 병이 등 흰 호랑이가 풀속에서 물을 마신 후 곧 병이 나아서 활동하는 것을 보고 그 자리에 가보니 조그만 샘이 있어, 이곳을 약수터로 이용하였는데 백호정 약수를 마시면 모든 병이 나았다는 전설이 있는 곳이며 예전에선 전국의 폐질환자들이 이곳 약수를 마시기 위해 찾아왔던 유명한 약수터였다."
이에 선조의 얼이 배어 있는 이곳을 동네명소로 지정하고 주변을 정비하여 안내판을 세웁니다.

## 참고 자료
- 백호정 - 국가유산청 국가유산포털